# داريل ريد
داريل ريد هو سياسي كندي، ولد في 2 نوفمبر 1950. حزبياً، نشط في New Democratic Party of Manitoba ‏. وقد انتخب Speaker of the Legislative Assembly of Manitoba ‏.